# Pseudoplon transversum
Pseudoplon transversum là một loài bọ cánh cứng trong họ Cerambycidae.